# 164e Lichte Afrika Divisie
De 164e Lichte Afrika Divisie (Duits: 164. leichte Afrika-Division) was een Duitse infanteriedivisie tijdens de Tweede Wereldoorlog. De divisie werd gevormd  in Noord-Afrika, vocht in de slagen rond El Alamein, moest terugtrekken naar Tunesië en vond daar zijn einde in mei 1943.

## Geschiedenis
Vanaf 7 juli 1942 werd een deel van de Vestingsdivisie Kreta per luchttransport naar Tobroek gevlogen. Andere delen werden per schip van Kreta naar Tobroek gebracht. Na aankomst in Tobroek werden de troepen onmiddellijk naar het front in El Alamein gebracht. De 164e Lichte Afrika Divisie werd daar opgericht op 15 augustus 1942 uit de Vestingsdivisie Kreta. 
De eerste keer dat de divisie in actie kwam, was tijdens de Slag bij Alam el Halfa van 30 augustus tot 5 september 1942, waarbij de Duitsers een laatste poging deden op te rukken naar het Suez-kanaal. Dat mislukte. In oktober 1942 vielen de Britten vervolgens aan in de Tweede Slag bij El Alamein. Hier had de divisie een voorname verdedigende rol en leed daarbij zware verliezen. Tegen 4 november traden de Duits-Italiaanse troepen aan voor de terugtocht en de 164e Lichte Afrika Divisie was onderdeel daarvan. Deze terugtocht, met slecht enkele onderbrekingen, voerde de divisie helemaal terug naar Tunesië.
Op 26 februari 1943 werd de divisie in Tunesíë na zware verliezen omgevormd. Onder andere Panzer-Grenadier-Regiment 125 werd opgeheven en vervangen door Panzer-Grenadier-Regiment Afrika.
De volgende actie van de divisie was in de Slag om de Mareth linie van 16 tot 28 maart 1943. Na het einde daarvan trok de divisie terug en belandde in de Slag om de Wadi Akarit op 6/7 april 1943. Daarna volgde een terugtocht naar het uiteindelijke bruggenhoofd Tunesië, tot 13 april 1943. Hier lag de divisie noordelijk van Enfidaville. Vanaf 22 april zetten de geallieerden hun eindoffensief in. In de laatste fase werd de divisie als onderdeel van het 1e Italiaanse Leger ingesloten.

### Einde
De 164e Lichte Afrika Divisie gaf zich over aan geallieerde troepen noordelijk van Enfidaville in Tunesië op 13 mei 1943. Officieel werd de divisie opgeheven op 30 juni 1943.

## Commandanten
| Rang                                     | Naam                          | Begin            | Eind             |
| ---------------------------------------- | ----------------------------- | ---------------- | ---------------- |
| Oberst                                   | Carl-Hans Lungershausen       | 10 augustus 1942 | 31 augustus 1942 |
| Oberst                                   | Hermann Hans Hecker           | 31 augustus 1942 | 9 september 1942 |
| Oberst vanaf 1 oktober 1942 Generalmajor | Carl-Hans Lungershausen       | 9 september 1942 | 6 december 1942  |
| Oberst                                   | Siegfried Westphal            | 6 december 1942  | 31 december 1942 |
| Oberst                                   | Kurt Freiherr von Liebenstein | 31 december 1942 | 15 januari 1943  |
| Generalmajor                             | Fritz Krause                  | 15 januari 1943  | 13 maart 1943    |
| Generalmajor                             | Kurt Freiherr von Liebenstein | 13 maart 1943    | 13 mei 1943      |

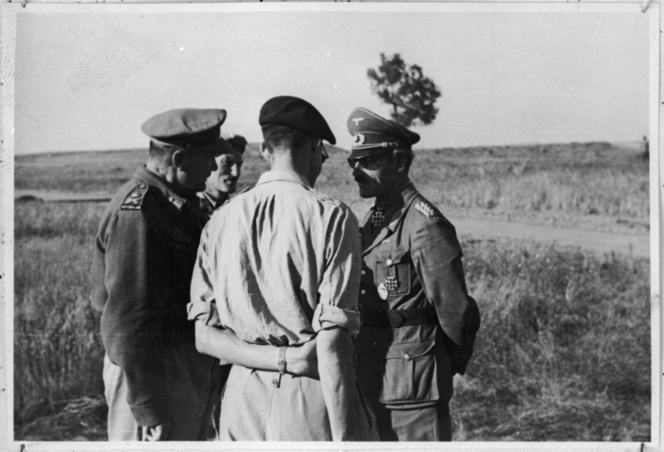
Generalmajor von Liebenstein met General Bernard Freyberg (commandant Nieuwzeelandse Divisie)

Oberst Hecker nam tijdelijk over van Oberst Lungershausen in september 1942. Oberst Lungershausen raakte gewond begin december 1942 en werd vervangen door Oberst Westphal. Generalmajor Krause nam tijdelijk waar voor Oberst von Liebenstein.

## Bovenliggende bevelslagen
| Legerkorps           | Leger                             | Legergroep          | Plaats/regio  | Begin              | Eind               |
| -------------------- | --------------------------------- | ------------------- | ------------- | ------------------ | ------------------ |
| direct onder bevel   | Panzerarmee Afrika                |                     | Egypte        | 10 augustus 1942   | eind augustus 1942 |
| 21e Italiaanse Korps | Panzerarmee Afrika                |                     | Egypte        | eind augustus 1942 | 1 oktober 1942     |
| 21e Italiaanse Korps | Deutsch-Italienischen Panzerarmee |                     | Egypte, Libië | 1 oktober 1942     | februari 1943      |
| direct onder bevel   | Deutsch-Italienischen Panzerarmee |                     | Egypte, Libië | februari 1943      | 22 februari 1943   |
| Afrikakorps          | 1e Italiaanse Leger               | Heeresgruppe Afrika | Tunesië       | 22 februari 1943   | 13 mei 1943        |

## Samenstelling
1942
- Panzer-Grenadier-Regiment 125 (voorheen Heerestruppe)
- Panzer-Grenadier-Regiment 382
- Panzer-Grenadier-Regiment 433
- Artillerie-Regiment 220
- Panzerjäger-Abteilung 220 (antitankbataljon)
- Panzer-Aufklärungs-Abteilung 164
- Pionier-Bataillon 220 (geniebataljon)
- Feldersatz-Bataillon 220 (vervangingsbataljon)
- Panzer-Nachrichten-Abteilung 220 (verbindingsbataljon)
- Kommandeur der Infanterie-Divisions-Nachschubtruppen 220 (bevoorradingstroepen)

26 februari 1943
- Panzer-Grenadier-Regiment Afrika
- Panzer-Grenadier-Regiment 382
- Panzer-Grenadier-Regiment 433
- Artillerie-Regiment (mot.) 220
- Aufklärungs-Abteilung (mot.) 220
- Pionier-Bataillon 200 (geniebataljon)
- Divisie-eenheden 220